# Space Station 3D
Estação Espacial 3D é um documentário de curta metragem sobre a Estação Espacial Internacional produzido pela IMAX Corporation Lockheed Martin Corporation, em cooperação com NASA. Foi o primeiro filme IMAX a ser gravado no espaço. Estação Espacial 3D foi um filme que estreou mundialmente em 2002, porém apenas em 2009 o filme estreiou no Brasil, pois não existiam salas IMAX no país.
O filme tem narração de Tom Cruise.

## Sinopse
Estação Espacial 3D traz a história do maior feito tecnológico e científico desde o pouso do homem na Lua – a construção da Estação Espacial Internacional. Uma missão de cooperação global entre 16 nações e que agora os espectadores do IMAX podem acompanhar, guiados pelos astronautas da ISS.
Estação Espacial 3D é a primeira jornada cinematográfica à Estação Espacial Internacional (ISS) onde os espectadores poderão experimentar a vida a bordo da estação em gravidade zero.
Transportados pela magia da tecnologia IMAX, o espectador viaja com os astronautas e cosmonautas do Centro Espacial Kennedy na Flórida e do Cosmódrome Baikonur na Rússia, para encontrar sua nova casa a 354 quilômetros acima da Terra. A Estação Espacial é uma maravilha tecnológica, inigualável em esforço e desafio, e representa uma cooperação internacional única para criar um local de pesquisa permanente no espaço.